# Vilela (Póvoa de Lanhoso)
Vilela es una freguesia portuguesa del concelho de Póvoa de Lanhoso, con 4,18 km² de superficie y 674 habitantes (2001). Su densidad de población es de 161,2 hab/km².